# Міхал Журавський
Міхал Вікентій Журавський (пол. Michał Wincenty Żórawski; 25 вересня 1938 — 27 березня 2012) — польський історик та дипломат. Генеральний консул Республіки Польща у Харкові (1998—2003).

## Життєпис
Народився у 1939 році. Закінчив факультет історії та правознавства Варшавського університету..
Під час воєнного стану він працював водієм таксі. Був активістом Громадського комітету Леха Валенси.
У 1990—1996 рр. — Генеральний консул Посольства Польщі в РФ, де він пояснював правду про Катинь і допомагав східним полякам. У травні 1992 року після багатьох місяців пошуків, відновив одинадцять стандартів польських військ, захоплених Червоною армією у 1939 році. Зробив великий внесок у реалізацію проектів з відкриття правди про Катинський злочин, з пошуку могили генерала Казимежа Тумідайського, Будівництво Меморіалів Пам'яті жертв війни і репресії на місці зруйнованого табірного кладовища спецгоспіталя 4791 під містом Скопин Рязанської Область і Табір N 178—454 НКВД в місті Рязань.
У 1996—1997 рр. — Генеральний консул Польщі у Калінінграді (РФ)
У 1998—2003 рр. — Генеральний консул Польщі в Харкові (Україна).
3 квітня 2012 року похований на Варшавському повонзківському цвинтарі.

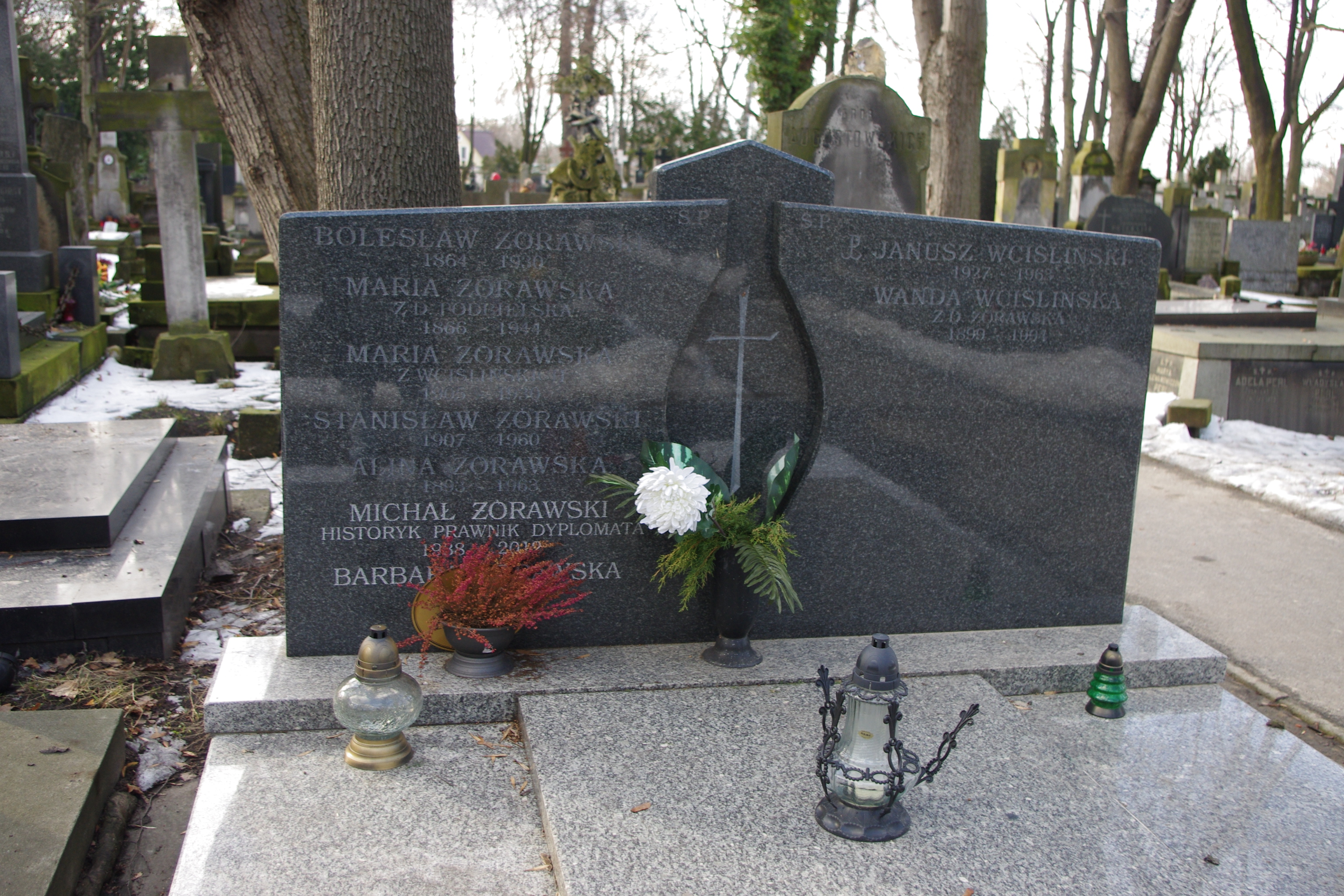
Могила Міхала Журавського у Варшаві

## Автор праць
- У 2007 опублікував книгу «Moskwa 1990—1996. Wspomnienia pierwszego konsula III RP w Moskwie» (Warszawa: Agencja Wydawnicza «Cinderella Books», 2007, ISBN 83-7339-058-8, ISBN 83-7339-053-7 seria Bez Retuszu).

## Нагороди та відзнаки
- Орден «День пам'яті жертв катинської різанини» (2009)[5]
- Хрест офіцера ордена відродження польського «за видатний внесок у поширення правди про Катинь» (2011)[6]